# Olga Desmond
Olga Antonie Sellin, conocida artísticamente como Olga Desmond (Allenstein/Olsztyn —actual Polonia—, 2 de noviembre de 1890-Berlín Este, 2 de agosto de 1964), fue una bailarina y actriz prusiana cuya actividad se encuadra dentro del movimiento coreográfico alemán denominado nackttanz, surgido en los años anteriores al inicio de la Primera Guerra Mundial como un intento de «modernizar» la danza, en que sus protagonistas llegaban a actuar en ocasiones prácticamente desnudas ante el público. Destacan dentro de estos mismos planteamientos ético-estéticos la francesa Adorée Villany, las alemanas Gertrud Leistikow (1885-1948), Claire Bauroff y Anita Berber o la famosa bailarina y espía holandesa Mata Hari, si bien, en su caso, solo se tienen noticias de estriptis privados, realizados en París en 1905 y, más tarde, en Berlín y Viena.
Está considerada como la primera artista centroeuropea que actuó desnuda en un escenario, lo que la convertiría en una de las estrellas más celebradas y mejor pagadas del momento.

## Biografía
Nada concreto se sabe de su vida hasta que muy a finales del siglo XIX se traslada con sus padres y sus catorce hermanos a Alemania, más concretamente al distrito berlinés de Friedrichshain-Kreuzberg, donde posa desnuda para artistas como los pintores y escultores  Reinhold Begas o Max Klinger con el fin de ahorrar dinero para costear sus estudios de Teatro.
En este ambiente, mantiene cierta relación sentimental con el renombrado atleta Adolf Salge, con el que presencia un espectáculo del grupo The Seldoms (Los Raros), lo que parece estimular el desarrollo de su incipiente vocación artística.

### Primeras actuaciones

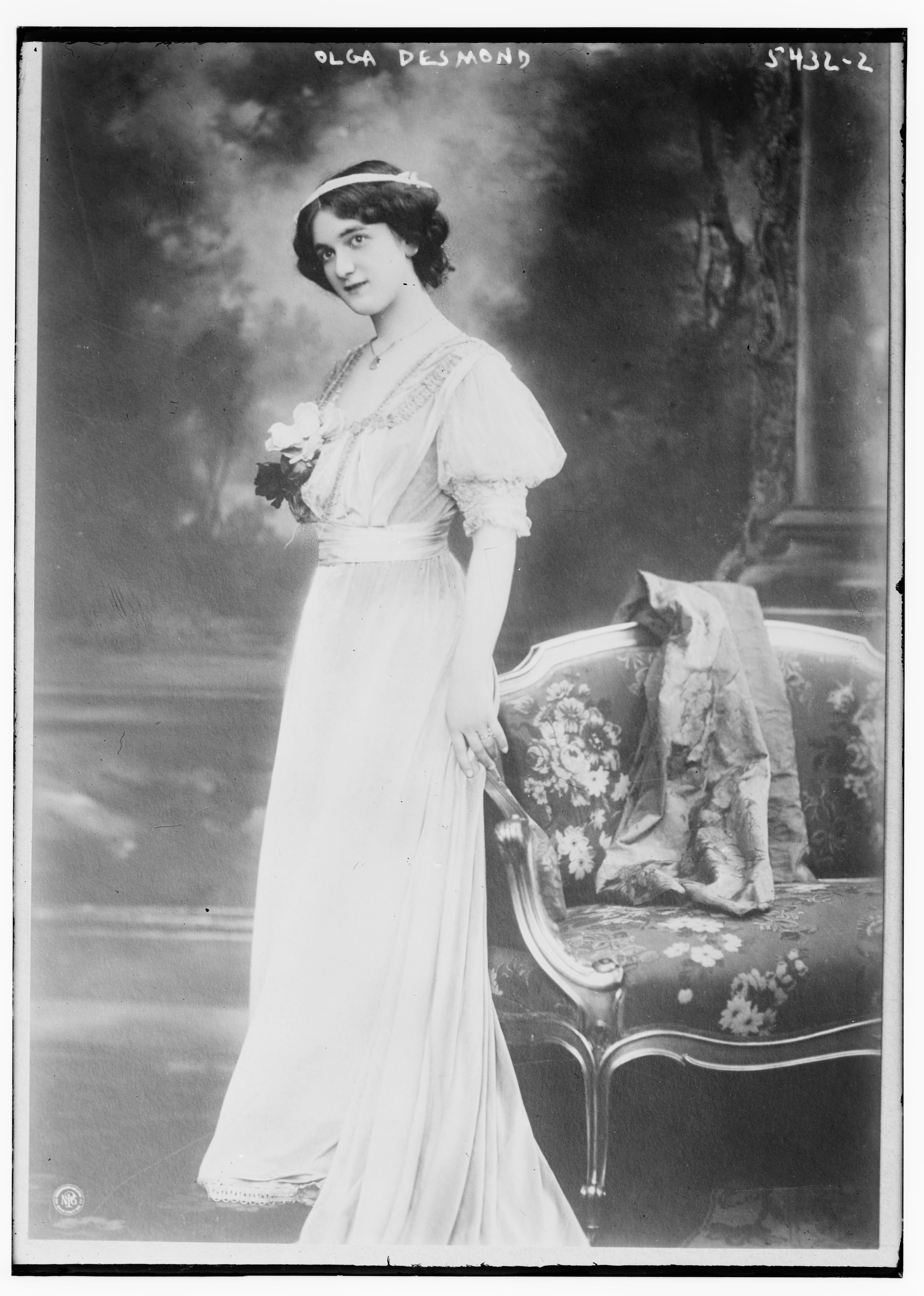
Olga Desmond en 1900. Imagen captada por el fotógrafo estadounidense George Grantham Bain.

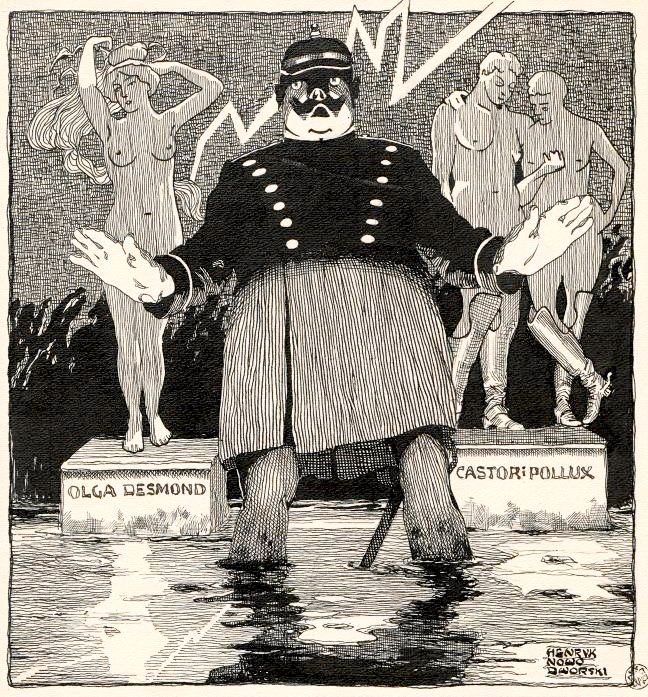
La Policía de Berlín tiene problemas. Dibujo publicado en 1909 por Henryk Nowodworski en la revista satírica Mucha en el que el káiser Guillermo II lamenta: "Se me ordenó que cubriera con una mano al Duque de Eulenburg y, con la otra, a la señorita Desmond. ¿Qué haré si aparece un ladrón?"

En 1906, se une a un conjunto de actores de vanguardia con los que participa en la creación de la denominada Vereinigung für Ideale Kultur (Asociación para una Cultura Ideal), encabezada por el escritor, fotógrafo y director del magazine nudista Die Schönheit Karl Vanselow (para él, la desnudez supone la liberación de las convenciones burguesas), dedicado al montaje de las conocidas como Schönheitsabende (Noches de Belleza), en que los protagonistas se transforman a veces en plena calle en «representaciones vivientes» inspiradas en la estatuaria clásica, por lo cual —pese a disimular su desnudez mediante la depilación integral y el empleo de pinturas corporales— fueron prohibidas en varias ocasiones:

Sin inmutarse, Vanselow organiza las Noches de Belleza, en las que su futura esposa, la londinense Olga Desmond [sic], realiza bailes desnuda.

Eley, Geoff; Retallack, James (2003). Wilhelminism and its Legacies. Berghahn Books. p. 95. ISBN 9780857457110.

Ese mismo año, viajan a Londres, donde ponen en escena El rapto de las sabinas. De regreso a Berlín, adopta el nombre artístico de Olga Desmond.
Tras actuar durante un par de años en pequeñas salas de la capital, el 19 de mayo de 1908, debuta en el Neue Schauspielhaus de Berlín ante seiscientos espectadores. Animada por la crítica, una noche se decide a deshacerse de la consabida túnica griega durante la ejecución del tradicional Baile de las espadas, hasta quedarse solo con una especie de corona, un brazalete y un estrecho cinturón estilo medieval, lo que dejaba prácticamente todo el cuerpo al aire.
El impacto mediático es tal que, según la prensa, las entradas para ver su particular puesta en escena del ancestral baile alemán se vendieron desde entonces como «bollos calientes». Incluso, cuatro años después, la revista rusa Ogonyok (1913, n.º 23) anunciaba la venta, al precio de dos rublos, de diez fotografías del evento.
El diario The Washington Times dice al respecto:

Berlín está revuelto con Die Schönheit.

Die Schönheit es una organización berlinesa que predica la pureza de todas las cosas, a la vez que la absoluta belleza de la figura humana desnuda. Olga Desmond es uno de los mejores exponentes de esta nueva tendencia, cuya principal ocupación es el reparto de ropa. Recientemente, la señorita Desmond apareció ante el público realizando el Baile de las espadas, sin otra indumentaria que un estrecho cinturón oscilante. Ni que decir tiene que esto se hizo simplemente para poner un ejemplo de la pureza de la sociedad, pero algunas personas fueron lo suficientemente crueles como para decir que, después de todo, no debe de ser tan malo pertenecer a una organización como esta, especialmente en verano.

De Die Schönheit se ha discutido hasta en el Parlamento, sin otro resultado que no haya sido la aseveración de que la sociedad tiene prohibido ofrecer demostraciones públicas. Cualquiera puede unirse.

«NEW CULT BELIEVES IN NO CLOTHES AT ALL». The Washington Times: 14. 13 jul. 1909.

A partir de ese momento, aparecer desnuda se convierte, pues, para ella en algo tan beneficioso que llega a presentar una demanda por valor de 15 000 rublos contra el director de la revista The Petersburg Gazette por publicar un dibujo en el que se representa totalmente vestida, lo que teme que pueda dañar su imagen de bailarina nudista de cara a su inminente tour por Rusia.

### San Petersburgo

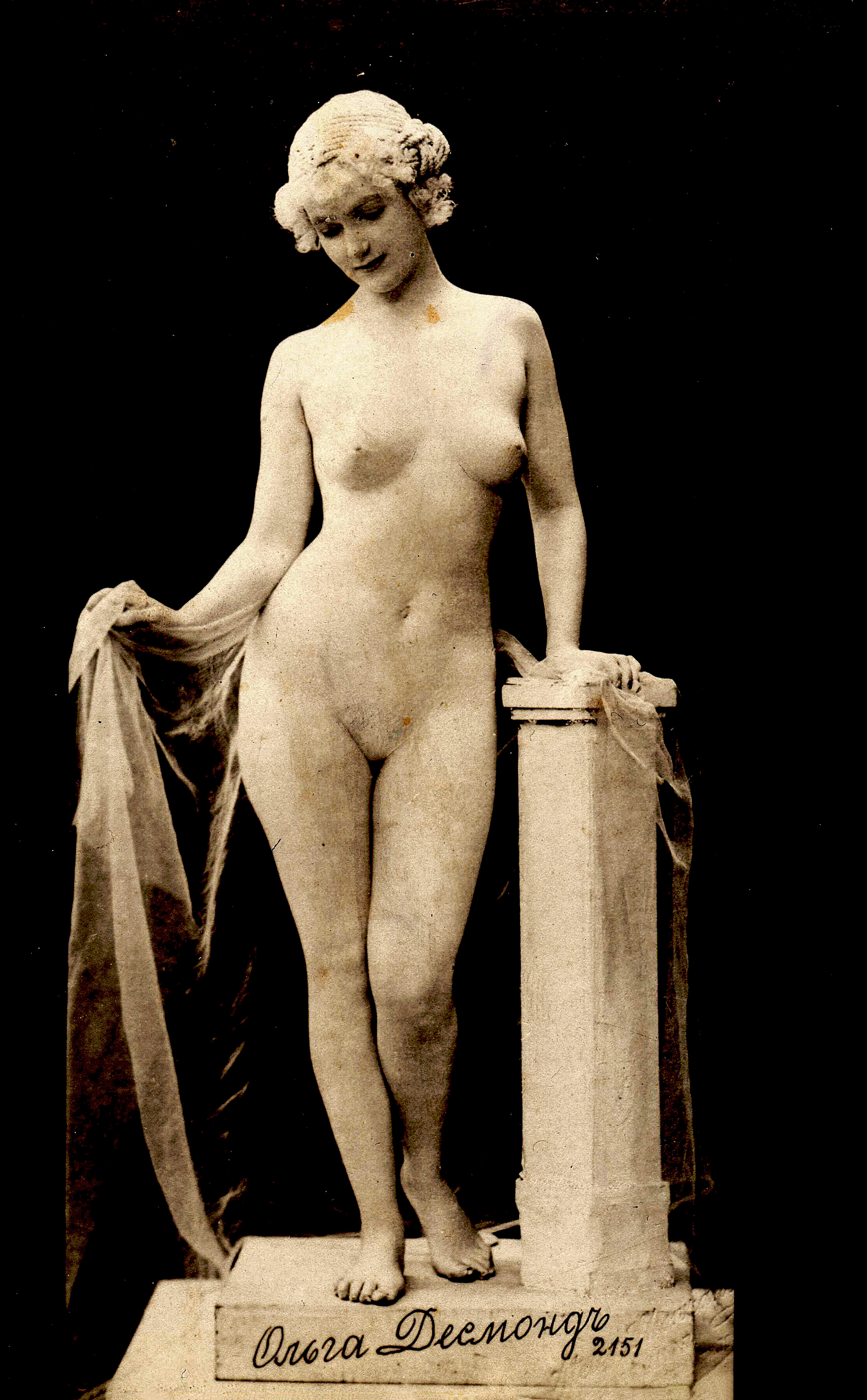
Olga Desmond transformada en estatua viviente de Venus (postal impresa en San Petersburgo en 1908).

Al mes siguiente, se traslada a San Petersburgo, donde apenas llegada manifiesta su intención de aparecer totalmente desnuda ante el público, lo que, con todo lujo de detalles, explica en la prensa:

Llámenlo "atrevido", "audaz" o como quieran describir mi aspecto en el escenario, pero esto requiere arte, y [el arte] es mi única deidad, ante la que me inclino y por la que estoy dispuesta a realizar todos los sacrificios necesarios.

[Un día] decidí romper las pesadas cadenas de siglos creadas por los propios hombres. Cuando salgo al escenario completamente desnuda, no me avergüenzo, no me siento avergonzada, porque me muestro ante el público tal y como soy [en realidad], amando a todos; y eso es hermoso y elegante. Nunca se dio el caso de que [aparecer desnuda] ante el público se debiera a observaciones cínicas o ideas sucias.

[Para mí,] es impensable [salir a escena "elegantemente vestida"]. [Por eso] decidí deshacerme de ese yugo innecesario.

[Para no excitan los "instintos básicos" del público,] fijé un elevado precio para ver mis shows, para que la calle entera no entrara, porque [la gente] tienen poca comprensión del arte puro; así solo vendrían personas con intereses más altos, personas que me considerarían una servidora del arte.

Pero al alcalde de San Petersburgo Danil Drachevski (asesorado por muchos de los más influyentes artistas del entorno) no acaban de convencerle los escandalosos pormenores de una desvergonzada bailarina recién llegada de Berlín, hasta el extremo de que, al parecer, solo actúa en dos ocasiones:

El triunfo del desnudo.

Si el desnudo está proscrito de los escenarios parisinos, no así en San Petersburgo, donde parece ser muy apreciado.
Así, los periódicos rusos se hacen eco estos días de una "noche de belleza" celebrada el viernes 10 de julio en la capital, cuyo programa, sabiamente escalonado, no deja de ser picante.
La representación comienza con la reproducción en vivo de una serie de célebres estatuas (un género bastante conocido), pero cuya originalidad radica en que los dos figurantes, la señorita Olga Desmond y el señor [Adolf] Salge, se encuentran completamente desnudos, con los cuerpos cubiertos solo de pintura blanca.
A estos cuadros vivientes, les siguen algunas proyecciones luminosas representando escenas campestres o figurando personajes desnudos.
Después, empiezan los bailes: primero, unos cuantos valses ejecutados por la señorita Desmond, cubierta con velos transparentes. Les siguen nuevos cuadros en los que, esta vez, los dos artistas actúan sin ropa alguna. Finalmente, la señorita Desmond ejecuta varios números "vestida con una diadema" [sic]…

El éxito ha sido, al parecer, colosal. La señorita Desmond tiene diecisiete años y sus formas merecen ser admiradas sin que nada oculte su perfección.

Le Masque de Verre (18 jul. 1908). Comœdia. Échos (París) (292): 1.

### Salto a la fama

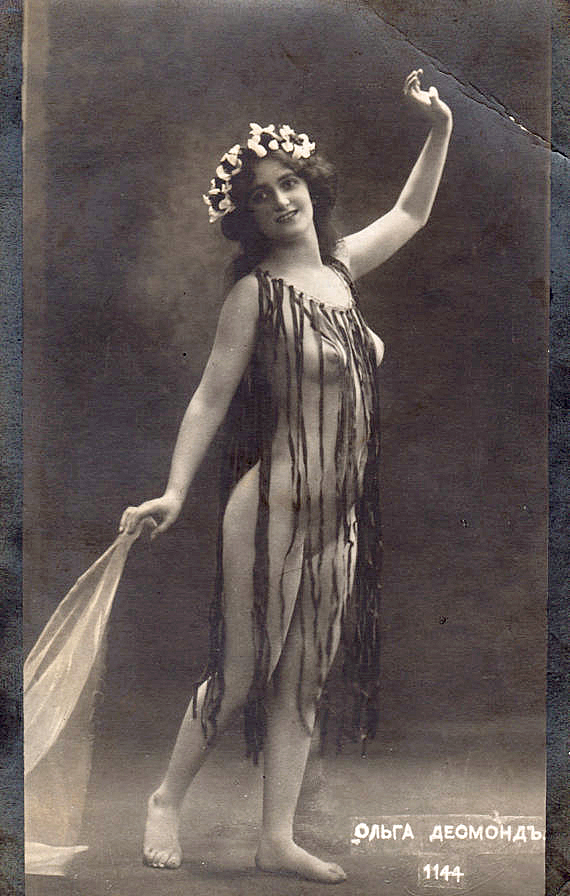
Olga Desmond (postal vendida por el Imperio ruso hacia 1910).

No menos controvertidas resultan sus actuaciones de regreso a su país, donde su debut en el Berlin Wintergarten Theatre en enero de 1909 causa tal revuelo (hasta el New York Times, se hace eco del escándalo) que llega a convertirse en motivo de disputa entre los miembros de la Cámara de los Señores de Prusia, lo que da lugar a que el propio ministro del Interior Friedrich von Moltke prohíba semejantes espectáculos. No obstante, cabe destacar que, hasta 1914 (año en que contrae matrimonio con un terrateniente húngaro y, con él, un cierto alejamiento del mundo artístico), actúa en numerosas ocasiones por toda Alemania, cubierta, eso sí, desde la promulgación del nuevo reglamento con una provocativa túnica de gasa (el conocido nacktkostümen, traducible al español como «vestido desnudo»), más acorde con las convenciones morales de la época. Además, se insta a la Policía a que, en lo sucesivo, vigile sus actuaciones siempre y cuando estas se realicen fuera de Berlín.
Mas, lejos de caer en el olvido, su fama es tanta que funda una escuela de Danza en Berlín, publica un libro con consejos de belleza o incluso se ponen a la venta productos cosméticos con su nombre. Poco antes, sustituye al actor y cantante Otto Reutter en la dirección del Wintergarten con un sueldo mensual de 6000 marcos, es decir, el salario de seis años (aproximadamente) de un trabajador de entonces. En agosto de 1909, actúa en el Théâtre Marigny de París. De 1915 a 1919, interviene en el rodaje de varias películas, entre las que sobresale Göttin, Dirne und Weib (Diosa, puta y esposa, 1919), dirigida por el conocido cineasta alemán Walter Schmidthässler.
Tras su divorcio en 1917, regresa a los escenarios. Su vuelta tiene lugar el 15 de abril en el Theater der Königlichen Hochschule (Teatro de la Universidad Real) de Berlín. En los meses siguiente, actúa en Colonia (donde da vida al personaje de Carmen), Varsovia, Breslau, Katowice… Desde entonces, sus apariciones en público se espacian cada vez más.
En 1920, contrae nuevas nupcias, esta vez con Georg Piek, un acaudalado hombre de negocios judío que tras su internamiento en un campo de concentración nazi consigue huir de Alemania, lo que, muy probablemente, pudo llevarla a tratar de suicidarse en 1937.
Desde 1922, se dedica por completo a la enseñanza, en detrimento de su actividad artística. En 1925, Der Blitz publica una fotografía en la que aparecen siete chicas exhibiendo minúsculos «bikinis», lo que fue considerado como una indumentaria absolutamente inapropiada para asistir a las clases de una prestigiosa profesora de ballet. Entre sus alumnas más conocidas de entonces se encuentra la bailarina y coreógrafa Hertha Feist (1896-1990).

### Declive y fallecimiento
Desde finales de los años 20 su prestigio comienza a decaer: su estilo de baile sensual se considera obsoleto, otras bailarinas como Anita Berber (1899-1928), Valeska Gert
(1892-1978) o Mary Wigman (1886-1973) causan sensación, el hecho de que una mujer dance desnuda ya no parece escandalizar a nadie y sobre todo, «a su edad», considera que su cuerpo ya no es el mismo de antes.
En sus últimos años, se gana la vida como limpiadora, a lo que ayuda con la venta de souvenirs (sobre todo tarjetas postales) de su época de artista. Fallece el 2 de agosto de 1964, a los 73 años de edad, en un pequeño apartamento cerca del Hospital St. Hedwig de Berlín Este.

## Filmografía
| Año de estreno | Película (título original)                                 | Personaje           | Director/es                              |
| -------------- | ---------------------------------------------------------- | ------------------- | ---------------------------------------- |
| 1909           | Hallo! Die große Revue: Der Schönheitsabend (cortometraje) |                     | Guido Seeber                             |
| 1915           | Nocturno                                                   |                     | Heinrich Bolten-Baeckers                 |
| 1916           | Seifenblasen                                               |                     | Heinrich Bolten-Baeckers                 |
| 1917           | Die Grille                                                 |                     | Heinrich Bolten-Baeckers                 |
| 1917           | Postkarten-Modell                                          | Wanda               | Heinrich Bolten-Baeckers                 |
| 1918           | Der fliegende Holländer                                    | Senta Daland (hija) | Hans Neumann                             |
| 1918           | Leben um Leben                                             | Aglaja              | Robert Leffler                           |
| 1918           | Der Mut zur Sünde                                          |                     | Heinrich Bolten-Baeckers, Robert Leffler |
| 1919           | Göttin, Dirne und Weib                                     |                     | Walter Schmidthässler                    |